# Дамес, Вильгельм
Вильге́льм Да́мес — немецкий палеонтолог и геолог.
Отец, Луис Дамес, был апелляционным судьёй в Бреслау. Вильгельм Дамес посещал там с 1858 года гимназию Марии Магдаленены. После её окончания в 1864 году он учился в университетах Берлина и у Фердинанда фон Рёмера в Бреслау, где также получил докторскую степень в 1868 году. В 1871 году Дамес работал в качестве ассистента в музее геологии и палеонтологии Берлинского университета (ныне Музей естественной истории). После своей хабилитации в 1874 году он стал доцентом в Университете имени Гумбольдта в Берлине в 1878 году. В 1877 году он женился на дочери эстонского барона Роберта фон Толля. В 1891 году Вильгельм Дамес был назначен профессором геологии и палеонтологии, в качестве преемника Генриха Эрнста Бейриха.
В 1881, 1884, 1890 годах Дамес посетил Швецию. О своих научных результатах он написал «Геологические путевые заметки из Швеции» («Geologische Reisenotizen aus Schweden», 1881). Вместе с Эмануэлем Кайзером, профессором палеонтологии и геологии в Марбургском университете, он публиковал в 1881 году периодическое издание «Палеонтологические трактаты» («Paläontologische Abhandlungen»). Темами его публикаций были в основном ископаемые позвоночные, ледниковые отложения на северо-германской равнине и их наносы, а также исследования о трилобитах и эхинидах (морских ежах). Они появились в журнале Немецкого геологического общества, как трактаты и специальные доклады Прусской академии наук, членом которой он был с 1892 года, и в «Новом ежегоднике по минералогии» («Neues Jahrbuch für Mineralogie»). В палеонтологической литературе можно найти имя Вильгельма Дамеса в связи с примитивной птицей археоптериксом. Описанный им экземпляр носит имя Archeopteryx siemensi, потому что Дамес смог убедить физика Вернера фон Сименса оплатить редкую окаменелость из Зольнхофенского сланца для Музея естественной истории Университета им. Гумбольдта в Берлине. Дамес первым среди немецких геологов поддержал теорию материкового оледенения Отто Мартина Торелля. Особые заслуги он также приобрёл в качестве руководителя Геологического музея в Берлине. Личная библиотека Вильгельма Дамеса была приобретена в 1899 году, спустя год после его безвременной смерти, университетской библиотекой Берлинского университета им. Гумбольдта.